# Vîprova, Orhei
Vîprova este un sat din cadrul comunei Puțintei din raionul Orhei, Republica Moldova

## Istorie
Satul Vîprova este menționat pentru prima dată în anul 1545:
„Din mila lui Dumnezeu, noi, Iliaș voievod, domn al Țării Moldovei. Facem cunoscut cu această carte a noastră tuturor celor care o vor vedea sau o vor auzi citindu-se că au venit înaintea noastră și înaintea boierilor noștri moldoveni slugile noastre Fedor și frații lui, Cristea și Jurja, copiii lui Micul, și nepotul lor, Roman, fiul lui Gligor, și verii lor, ...[sunt enumerate rudele]..., de bunăvoia lor, nesiliți de nimeni și nici asupriți, și și-au împărțit între ei dreptele lor ocine și dedini din privilegiul de întăritură ce au avut ei de la părintele domniei mele, Petru voievod, două locuri de pustie, pe Cula, între Borșciari și între Diatelova, la Luncușoara de Jos, care acum se numesc aceste două locuri de pustie, pe Cula, între Borșciari și între Deateleu, la Luncușoara de Jos, la Două Fântâni: Vepreva și Hluboca.

Deci le-am împărțit în trei părți: o parte, partea de jos din cele două sate, anume Vepreva și Hluboca, s-a cuvenit în partea slugilor noastre Fedor și a fraților lui, Cristea și Jurja, ....

...

Iar pentru mai mare tărie și putere a tuturor celor mai sus scrise, am poruncit credinciosului nostru pan Mateiaș logofăt să scrie și să atârne pecetea noastră la această carte a noastră.

A scris Șendrea al lui Căzan, la Huși, în anul 7055 1547, luna aprilie, 8 zile.”